# Clione limacina
A anjo-do-mar (Clione limacina) é uma espécie de lesma do mar que pode ser encontrada do Ártico ao Oceano Atlântico Norte.